# Rupnik
Rupnik je 52. najbolj pogost priimek v Sloveniji, ki so ga je po podatkih Statističnega urada Republike Slovenije na dan 31. decembra 2007 uporabljale 1.704 osebe, na dan 1. januarja 2011 pa je ta priimek uporabljalo 1.706 oseb.

## Znani nosilci priimka
- Andrej Rupnik (*1960), strokovnjak za varnostna vprašanja, direktor SOVA
- Anton Rupnik (informbirojevec)[1]
- Anton Rupnik (*1937), novinar, diplomat in publicist
- Anže Rupnik (*1998), pianist
- Blaž Rupnik, košarkar?
- Bojan Rupnik, fotograf (drug = računalnikar)
- Boštjan & Peter Rupnik, jadralca
- Branko Rupnik (*1941), slikar paraplegik
- Darja Rupnik Poklukar (*1969), matematičarka
- Evgen (Ženja) Rupnik (1914—1997), častnik, četnik, emigrant in pilot
- Filip Rupnik (1931—2020), frančiškan, izseljenski duhovnik
- Franc Rupnik (1924—2004), monsinjor, zgodovinar, uglaševalec zvonov, obnavljalec cerkvene dediščine
- Franc Rupnik, košarkar
- France Rupnik (1890—1947), duhovnik in zgodovinar
- Gašper Rupnik (1714—1790), duhovnik, prevajalec nabožnih besedil
- Ivan Rupnik - Može (1813—1882), dolenjski ljudski pesnik in godec
- Ivan Rupnik (1911—1993), skladatelj, glasbeni pedagog, dirigent, zborovodja
- Ivan Rupnik (duhovnik) (1919—?), duhovnik, teolog
- Ivan Rupnik (*1956), igralec
- Ivan Rupnik, hrvaško-ameriški arhitekt/urbanist in zgodovinar arhitekture (Boston, ZDA)
- Ivo Rupnik, hrvaški meteorolog
- Jacques Rupnik (*1950), na Češkem rojeni francoski politolog delno slovenskega porekla
- Janko (Ivan) Rupnik (1931—2003), ustavni pravnik, politolog, univ. profesor, domoznanec
- Jelka (Ivica) Rupnik (*1922), operna pevka, sopranistka
- Jerome Edward Rupnik (1924—2006), ameriški admiral slovenskega rodu
- Jošt Rupnik, menedžer
- Jože Rupnik (1922—2009), ljubiteljski fotograf, maketar, zbiralec, domoznanec (Idrija)
- Lado Rupnik (*1934), ekonomist, strok. za finance, univ. profesor
- Leon Rupnik (1880—1946), general in kvizling
- Lidija Rupnik Šifrer (1915—2003), gimnastičarka
- Luka Rupnik (*1993), košarkar
- Maja Rupnik (*1967), mikrobiologinja in imunologinja, prof. MF
- Manca Rupnik (*1996), violinistka
- Marjan Slak Rupnik (*1966), biolog, medicinski fiziolog, univ. prof., evropski akademik
- Marko Ivan Rupnik (*1954), slikar, mozaicist, filozof, teolog (nekdanji jezuit)
- Martin Rupnik, smučarski tekač
- Matevž Rupnik (*1997), alpski smučar
- Nande Rupnik (*1949), slikar, likovnik, galerist (Idrija)
- Nejc Rupnik (*2000), violončelist
- Peter Rupnik (1944—1994), fizik in gospodarstvenik
- Tanja Rupnik Vec, psihologinja, publicistka
- Tone Rupnik "Storžev" (1905—1992), slikar
- Urša Rupnik (*1984), kulturologinja, plesalka in koreografinja
- Vanja Rupnik, zgodovinarka, arhivistka
- Vasja Rupnik (*1977), kolesar, biatlonec
- Viljem Rupnik (*1933), matematik in ekonomist, univerzitetni profesor
- Vilma Rupnik in Urša Rupnik, plesni pedagoginji, koreografinji
- Vinko Rupnik (1904—1975), surdopedagog
- Vuk Rupnik (1912—1975), domobranski častnik
- Zdenko Rupnik (*1950), hrvaški predstavnik v SWIFT – svetovna mreža za bančne komunikacije
- Zorka Rupnik (1905—1989), klekljarica